# Ludovico di Ravensberg
Ludovico di Calvelage in tedesco: Ludwig (Ravensberg) (fine secolo XII – 18 gennaio 1249) è stato un nobile tedesco, fu conte di Ravensberg, dal 1221 alla sua morte.

## Origine
Ludovico, secondo il Zeitschrift für vaterländische Geschichte und Altertumskunde, Volume 1, era il figlio maschio terzogenito del conte di Ravensberg, Ermanno II e della moglie Giuditta di Turingia, figlia di Ludovico II, langravio di Turingia e della moglie, Giuditta "Jutta" di Svevia, sorellastra dell'imperatore Federico I Barbarossa, come confermato dalla Historia Brevis Principum Thuringiæ. Ermanno II di Ravensberg, secondo il Zeitschrift für vaterländische Geschichte und Altertumskunde, Volume 1, era l'unico figlio del conte di Ravensberg, Ottone I e della moglie, Uda (o Oda)., di cui non si conoscono gli ascendenti.

## Biografia
Suo padre, Ermanno II, morì nel 1221; secondo il Necrologium Marienfeldense del Denkmäler alter Sprache und Kunst, Volume 2 morì il 25 gennaio assieme alla sua seconda moglie (Hermannus de Ravensberge et Adelheidis uxor eius).
Gli succedette il figlio primogenito, suo fratello Ottone, come Ottone II.
Dopo la morte del padre, Ottone II dovette dividere il feudo con Ludovico; nel 1226, i due fratelli si accordarono con ls mediazione del vescovo di Paderborn: Ludovico ottenne il castello di Ravensberg, Bielefeld, Vogtei e altri possedimenti, mentre Ottone ottenne la maggior parte della proprietà con i castelli Vlotho e Vechta. Dopo la divisione della proprietà Ludovico fu conte di Ravensberg-Bielefeld, mentre Ottone fu conte di Vlotho, ed inoltre la proprietà di famiglia poteva essere venduta solo con il consenso dell'altro fratello.
Secondo le Europäische Stammtafeln (non consultate), suo fratello, Ottone II, nel 1231, fondò il monastero di Bersenbrück e, secondo il documento n° XVII del Diplomatische Geschichte der alten Grafen von Ravensberg, Ludovico (Lodewicus miseratione divina permittente comes de Ravensberg) confermò la donazione fatta dal fratello e dalla moglie, Sofia (frater meus comes Otto et devota uxor eius comitissa Sophia).
Ancora secondo il documento n° XXII del Diplomatische Geschichte der alten Grafen von Ravensberg, datato aprile 1236, Ludovico(Luthewici comitis de Ravenesberghe), assieme alla prima moglie, Gertrude (Gertrudi uxori sue) garantì un usufrutto alla chiesa di Brema.
Il documento n° 499 del Westfälisches Urkunden-Buch: Fortsetzung von Erhards Regesta historiae Westfaliae riporta  una conferma fatta da Ottone (Otto Dei gratia comes de Ravensberg), nel 1240, alla chiesa di Flasheim (Haltern am See), testimoni il fratello Ludovico (Ludewicus comes frater noster) e la moglie Sofia (Sophia cometissa uxor nostra).
Suo fratello, Ottone II, morì nel 1244 e Ludovico rimase unico conte.
Ottone fu sepolto nell'abbazia di Bersenbrück, come da documento n° XXVIII del Codex diplomatum Benthemiensi.
Dopo la morte del fratello Ottone II, nel 1244, i cittadini di Tecklen chiesero che il feudo di Vlotho fosse dato in eredità a Giuditta, la figlia di Ottone, e, allo stesso tempo, moglie di Enrico di Tecklenburg; ci fu una guerra e, nel 1245, Ludovico fu sconfitto e imprigionato dalla famiglia Tecklenburg e dai loro alleati. Nel giugno 1246, a Süntelbeck, fu siglata la pace tra i Tecklenburg (comitem Ottonem de Tekeneburch et Heinricum filium suum) e Ludovico (comitem Ludhewicum de Ravensberch), che dovette pagare un riscatto di 800 marchi e perse il feudo di Vlotho a favore dei Tecklenburg, come da Westfälisches Urkundenbuch, band III.
All'inizio del 1249, secondo il documento n° XVII del Diplomatische Geschichte der alten Grafen von Ravensberg, Ludovico, assieme alla sua seconda moglie, Adelaide (Ludovicus Dei gratia comes Ravensbergensis et Alheydis comitissa uxor ipsius), fece un'ultima donazione.
Ludovico morì nel gennaio di quello stesso anno e gli succedette il figlio maschio primogenito, Ottone, sotto la tutela della madre, Adelaide, che si scontrò con Bernardo di Lippe.

## Matrimoni e figli
Ludovico aveva sposato, in prime nozze, prima del 1236, Gertrude di Lippe, come ci viene confermato anche dal documento n° XXII del Diplomatische Geschichte der alten Grafen von Ravensberg, figlia di Ermanno di Lippe e Oda di Tecklenburg; il documento n° n° XXV del Diplomatische Geschichte der alten Grafen von Ravensberg, datato 1244, ci conferma che Bernardo di Lippe era suo zio paterno. Gertrude morì probabilmente l'anno precedente, nel mese di settembre, come ci conferma il Necrologium Marienfeldense del Denkmäler alter Sprache und Kunst, Volume 2.

Ludovico da Gertrude ebbe tre o quattro figlie:
- Edvige († 8 giugno 1265), che sposò il conte Goffredo di Arnsberg († prima del 1279), come da documento n° XXVIII del Diplomatische Geschichte der alten Grafen von Ravensberg[20]
- Giuditta († 17 maggio 1282), che sposò il conte Conte Enrico II di Hoya, come da documento n° XXVII del Diplomatische Geschichte der alten Grafen von Ravensberg[21]
- Sofia († dopo il 1275), che sposò il conte Ermanno di Holte († intorno al 1282)
- Gertrude († intorno al 1266), che sposò Ludolf V signore Steinfurt, come da documento n° 861 del Westfälisches Urkunden-Buch[22].

Dopo essere rimasto vedovo, Ludovico si risposò, in seconde nozze, prima del maggio 1244 (in quel mese, Adelaide risulta già contessa di Ravensberg), con Adelaide di Dassel, figlia del conte Adolfo di Dassel e della moglie Adelaide di Schwarzburg; Adelaide era al suo secondo matrimonio, essendo vedova di Giovanni Jacobsen, come risulta dal documento n° XLIII  del Diplomatische Geschichte der alten Grafen von Ravensberg; all'inizio del 1249, secondo il documento n° XVII del Diplomatische Geschichte der alten Grafen von Ravensberg, Adelaide, col marito, Ludovico (Ludovicus Dei gratia comes Ravensbergensis et Alheydis comitissa uxor ipsius), fece donazione; Adelaide (Alheydis Dei gratia cometissa de Rauensberg relicta Ludouici quondam comitis eiusdem loci) fece ancora una donazione nel 1262.
Ludovico da Adelaide ebbe due figli:
- Ottone, († 25 marzo 1305), Conte di Ravensberg[27]
- Ludovico († 4 novembre 1308 a Osnabrück), vescovo di Osnabrück[28].

### Fonti primarie
- (LA)  Regesta Historiae Westfaliae.
- (LA)  Monumenta Germaniae Historica, Scriptores, Tomus XXIV.
- (LA)  #ES Westfälisches Urkunden-Buch, band III: Die Urkunden des Bisthums Münster von 1201-1300.
- (LA)  #ES Denkmäler alter Sprache und Kunst, Volume 2.
- (LA)  Westfälisches Urkunden-Buch, band VII: Fortsetzung von Erhards Regesta historiae Westfaliae .
- (LA)  #ES Diplomatische Geschichte der alten Grafen von Ravensberg.
- (LA)  #ES Codex diplomatum Benthemiensi.
- (LA)  westgoogWestfälisches Urkunden-Buch, band VI.

### Letteratura storiografica
- (DE)  #ES Zeitschrift für vaterländische Geschichte und Altertumskunde, Volume 1